# Prêmio Europeu de Combinatória
O Prêmio Europeu de Combinatória (em inglês:  European Prize in Combinatorics) é um prêmio em combinatória, matemática discreta e suas aplicações, concedido desde 2003 a cada dois anos na Eurocomb (European Conference on Combinatorics, Graph Theory and Applications).
Os recipientes devem fazer pesquisas na União Europeia e ter menos de 35 anos de idade. Na Eurocomb 2015 o prêmio estava dotado com 2500 Euros.

## Recipientes
- 2003 Daniela Kühn, Deryk Osthus[1]
- 2005 Dmitry Feichtner-Kozlov
- 2007 Gilles Schaefer
- 2009 Peter Keevash, Balázs Szegedy
- 2011 David Conlon, Daniel Král
- 2013 Wojciech Samotij, Tom Sanders
- 2015 Karim Adiprasito, Zdeněk Dvořák, Robert Morris
- 2017 Christian Reiher, Maryna Viazovska